# روبرت ويلكينز
روبرت ويلكينز (بالإنجليزية: Robert Wilkins)‏ هو موسيقي وكاتب أغاني وعازف قيثارة أمريكي، ولد في 16 يناير 1896 في مسيسيبي في الولايات المتحدة، وتوفي في 26 مايو 1987 في ممفيس في الولايات المتحدة.

## وصلات خارجية
- روبرت ويلكينز على موقع ميوزك برينز (الإنجليزية)
- روبرت ويلكينز على موقع أول ميوزيك (الإنجليزية)
- روبرت ويلكينز على موقع ديسكوغز (الإنجليزية)